# Cohesina
La cohesina és un complex de proteïnes que regula la separació de les cromàtides germanes durant la divisió cel·lular, tant a la mitosi com la meiosi.

## Estructura
La cohesina està conformada per quatre subunitats, Scc1, Scc3, Smc1 i Smc3. Les Smc1 i Smc3 són membres de la família del Manteniment Estructural dels Cromosomes (SMC). Aquestes proteïnes SMC tenen dues característiques estructurals fonamentals: un domini amb activitat ATPasa (formada quan interaccionen els extrems amino i carboxilo terminal) i una regió frontissa que permet la dimerització de les SMC. Els dominis ATPasa i la frontissa estan interconnectats mitjançant unes llargues bobines enrotllades de forma antiparal·lela.